# Coupe d'Europe féminine des clubs champions de hockey sur glace

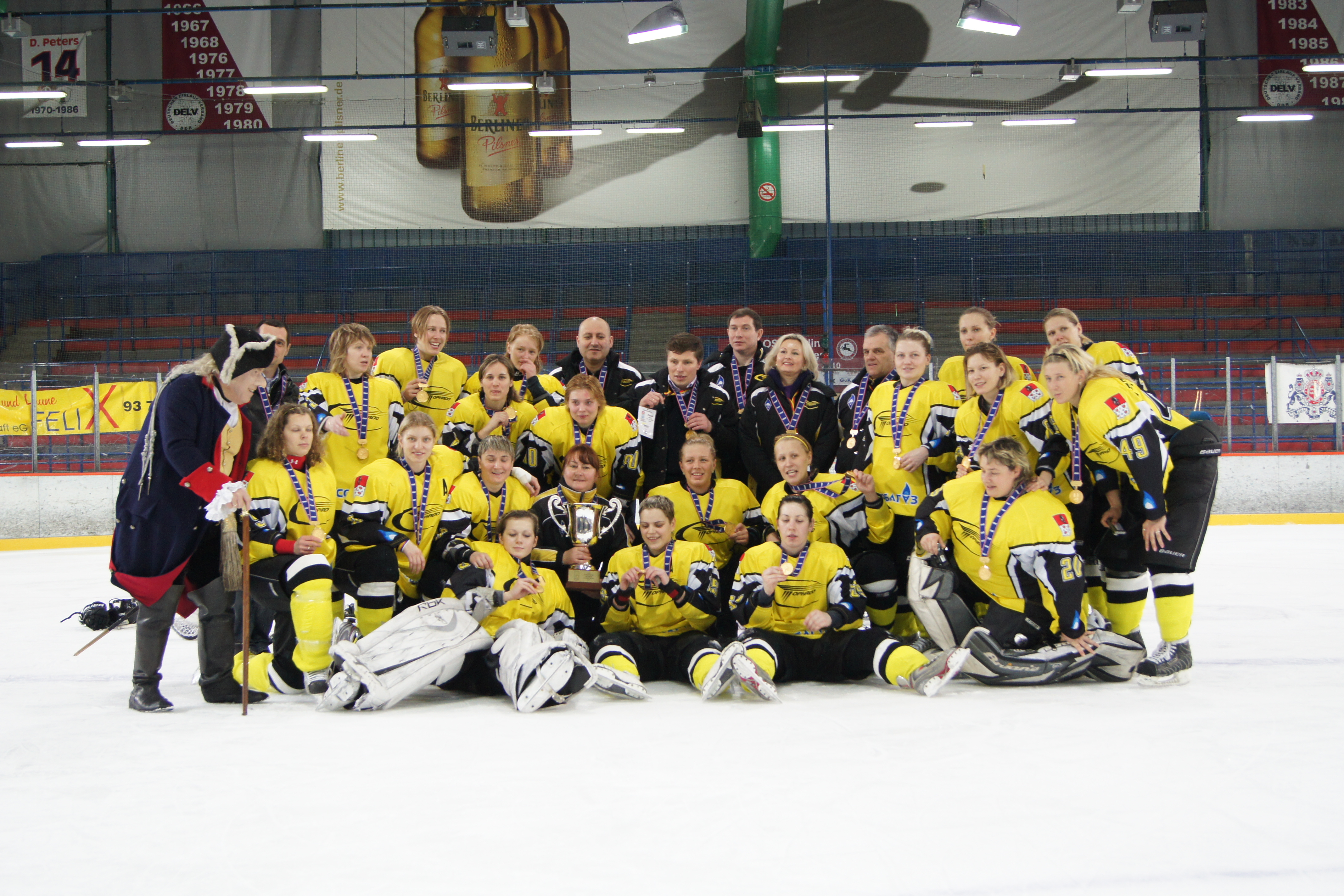
Le Tornado de l'Oblast de Moscou, vainqueur de la 2010.

La Coupe d'Europe féminine des clubs champions (en anglais : IIHF European Women's Champions Cup ou EWCC) est une compétition internationale de clubs de hockey sur glace, organisée annuellement par la Fédération internationale de hockey sur glace (IIHF) entre 2004 et 2015.

## Historique
La compétition fut créée en 2004, en même temps que la mise en place de la compétition similaire chez les hommes.
Le premier vainqueur fut le club suédois de l'AIK Solna. Il remporta les trois éditions suivantes. Les éditions 2009 et 2010 sont dominées par des clubs russes. En 2011, l'Ilves Tampere est devenu le premier club finlanais à remporter la coupe.
Le format de la compétition comprend deux phases de groupes suivies d'une Super Finale à quatre.
En 2015, l'IIHF décide de supprimer la compétition pour raisons financières.

## Palmarès
| Année     | Vainqueur              | Deuxième               | Troisième       | Lieu de la finale      |
| --------- | ---------------------- | ---------------------- | --------------- | ---------------------- |
| 2004-2005 | AIK Solna              | SKIF Moscou            | EV Zoug         | Solna (Suède)          |
| 2005-2006 | AIK Solna              | Espoo Blues            | SKIF Moscou     | Solna (Suède)          |
| 2006-2007 | AIK Solna              | HK Tornado             | Segeltorps IF   | Katrineholm (Suède)    |
| 2007-2008 | AIK Solna              | Espoo Blues            | Aisulu Almaty   | Vallentuna (Suède)     |
| 2008-2009 | HK SKIF Nijni-Novgorod | Segeltorps IF          | Espoo Blues     | Lohja (Finlande)       |
| 2009-2010 | HK Tornado             | Espoo Blues            | OSC Berlin      | Berlin (Allemagne)     |
| 2010-2011 | Ilves Tampere          | HK SKIF Nijni-Novgorod | HC Lugano       | Lugano (Suisse)        |
| 2011-2012 | HK Tornado             | ZSC Lions              | HPK Hämeenlinna | Hämeenlinna (Finlande) |
| 2012-2013 | HK Tornado             | MODO Hockey            | Kärpät Oulu     | Oulu (Finlande)        |
| 2013-2014 | HK Tornado             | AIK IF                 | Espoo Blues     | Bad Tölz (Allemagne)   |
| 2014-2015 | HK SKIF Nijni Novgorod | Linköpings HC          | Espoo Blues     | Espoo (Finlande)       |